# デゲイ
デゲイ(モンゴル語: Degei,中国語: 迭哥)とは、13世紀初頭にチンギス・カンに仕えたベスト（ベスート）氏出身の千人隊長。本来はボルジギン氏の支族タイチウト氏に従属する隷属民の一人であったが、チンギス・カンに仕えて出世し、晩年にはオゴデイ・ウルスの王傅となった。
『元史』ではデゲイ・ノヤン（Degei Noyan>diégē guānrén,迭哥官人）、『集史』などのペルシア語史料ではドカ（Duka>Dūkā,دوکا）と記される。

## 概要
デゲイの属するベスト氏はモンゴル部の中でも弱小な氏族であり、12世紀末には有力なタイチウト氏に隷属民として従属していた。デゲイの一族もまたテムジン（後のチンギス・カン）の登場まではタイチウトに仕える家系であったという。
『集史』によると、ある時デゲイの父がタイチウト氏の者に殺されてしまったため、デゲイの母バイダル・ハトゥン（Bāīdar khātūn,بایدر خاتون）は息子たちの行く末を案じるようになった。そこでバイダル・ハトゥンは「寡婦や孤児の面倒をよくみる」と噂される、タイチウト氏と対立するキヤト・ボルジギン氏の長チンギス・カンを頼らんと決意した。
バイダル・ハトゥンが二人の息子、デゲイとクチュグルを連れてチンギス・カンの下を訪れると、チンギス・カンは彼女たちを手厚く迎えた。そしてバイダル・ハトゥンをダルハンとした上で「孤児たちの［将来の］道はダルハンとなるべきものなのだ」と述べたという。なお、この頃デゲイに与えられた職務について、『集史』はアクタチ（乗馬係）であるとするが、『モンゴル秘史』はコニチ（羊飼い）を任せられていたとする。
1206年、モンゴル高原統一を果たしたチンギス・カンは千人隊制度を創設し、デゲイとクチュグル兄弟はそれぞれ千人隊長に任ぜられた。この時、チンギス・カンはデゲイ及びバアリンのコルチ・ウスン・エブゲンとココチュス、ゲニゲスのクナンら4人を「己が見たることを忌み隠さず、己が聞きたることを押し隠すことはなかった」と賞賛し、デゲイに「隠れたる［民草］を纏めさせて、千人隊を統べさせ給うた（＝分散したベスト氏の民を集め、千人隊を創設することを許した）」という。
その後、デゲイ率いるベスト氏千人隊はチンギス・カンの第三子オゴデイに与えられ、デゲイはオゴデイの王傅と位置づけられた。これ以後、デゲイの一族は代々オゴデイ家に仕えていくこととなる。また、東方の華北においてはグユクの投下領たる大名路の清豊県にデゲイ一族の投下領が設定されていた。

## ベスト氏バイダル・ハトゥン家
『集史』にはデゲイ・ノヤンの息子ウドイがオゴデイの次男コデンの息子ジビク・テムルに仕えたと記されている。
- バイダル・ハトゥン（Baydar Qatun >bāīdar khātūn,بایدر خاتون）…デゲイ、クチュクルの母
  - デゲイ・ノヤン（Degei Noyan >diégē guānrén,迭哥官人／dūkā,دوکا）…バイダル・ハトゥンの息子で、オゴデイ・ウルス王傅の一人。
    - ウドイ（Udui >ūdūī,اودوی）…オゴデイ家のジビク・テムルに仕え、万人隊長となった。

  - クチュグル（Küčügür >kūchūkūr,کوچوکور）…デゲイ・ノヤンの弟で、チンギス・カンの千人隊長の一人。
    - ブルトジン・コルチ（Burtǰin Qorči >būrtjīn qūrchī,بورتجین قورچی）…クチュグルの息子で、チンギス・カンの末子トゥルイに仕えた。
    - クビライ・コルチ（Qubilai Qorči >qūbīlāī qūrchī,قوبلای قورچی）…クチュグルの息子で、千人隊長となった。
      - チャアル・ブカ（Čar Buqa >chār Būqā,چاربوقا）…クビライ・コルチの息子で、トゥルイの第二子、クビライ・カーンに仕えた。
        - キウチ（Kiüči >kīūchī,کیوچی）…チャアル・ブカの息子で、アリク・ブケ家のメリク・テムルの息子ミンガンに仕え、後にフラグ・ウルスに派遣された。

## 初期オゴデイ・ウルスの4千人隊
- ジャライル部のイルゲイ・ノヤン
- ベスト部のデゲイ
- スルドス部のイレク・トエ
- コンゴタン部のダイル